# Кильхберг (Базель-Ланд)
Кильхберг (нем. Kilchberg BL) — коммуна в Швейцарии, в кантоне Базель-Ланд. 
Входит в состав округа Зиссах. Население составляет 159 человек (на 31 декабря 2018 года). Официальный код  —  2851.

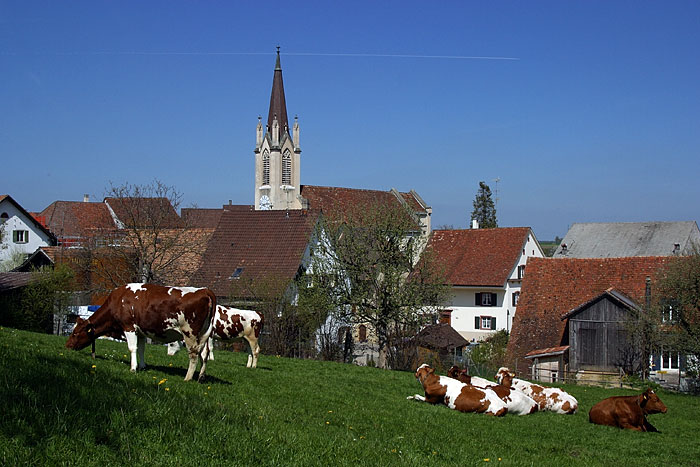
Кильхберг

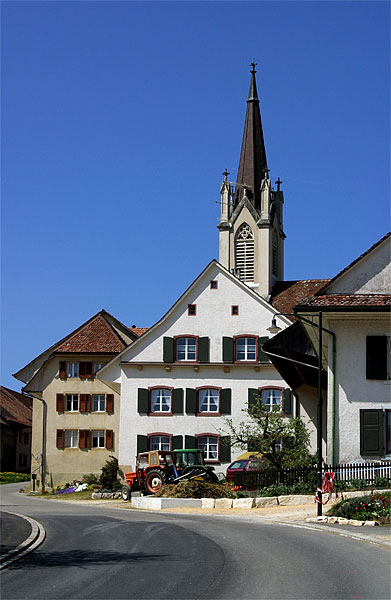
Церковь